# Sobredosis de TV (programa de televisión)
Televisión Registrada (también conocido como TVR) es un programa de televisión argentino emitido por C5N y producido por Pensado Para Televisión. Actualmente es conducido por Andrea Rincón y Juan Amorin. Durante 2019 a 2024, el programa se llamó Sobredosis de TV (también conocido como SDTV).
Fue estrenado el 5 de julio de 1999 en América Televisión con Fabián Gianola y Claudio Morgado como presentadores. Es un noticiero que semanalmente trata mediante informes humorísticos y/o históricos lo acontecido en la televisión argentina, marcando un contenido ideológico y línea editorial en sus informes.

## Historia

### Orígenes (1999-2005)
Como antecedente tuvo un piloto llamado "TV Circus", en el que fueron conductores Roberto Pettinato y Gillespi, el piloto estuvo por emitirse en Fox Sports pero nunca salió al aire. Televisión Registrada se estrenó el 5 de julio de 1999 en América Televisión, con un índice de audiencia de 4,8 puntos. Sus conductores originales fueron los humoristas Fabián Gianola y Claudio Morgado, quienes condujeron el programa hasta 2004.
El programa se emitía en distintos días y horarios, pero por lo general era a las 10:00 p.m. u horarios cercanos. A principios de 2005, Fabián Gianola anunció su retiro del programa, por lo cual se produjo un cambio de conductores, comenzando a ser conducido por José María Listorti, un exhumorista de Videomatch, y Gabriel Schultz (quien anteriormente condujo el programa ¿Qué sabe usted de televisión?, de la misma productora) durante el primer semestre de ese año.

### Censura y salida del aire (2005)
El 7 de agosto de 2005, se produjo un acto de censura en la emisión de TVR por parte de América TV sin consentimiento de los productores, el cual consistió en la remoción de la participación del invitado, el exsecretario parlamentario Mario Pontaquarto. Este acto de censura fue realizado por la gerencia de programación de América TV y atribuido al en ese momento director periodístico del canal, Rolando Graña.
Todo comenzó cuando, a partir del 4 de agosto, se anunció que TVR en su emisión del domingo 7 de agosto tendría como invitado a Mario Pontaquarto, exsecretario parlamentario involucrado en el caso de coimas en el Senado argentino. Sin embargo, existieron fuentes dentro del canal que presionaron a los productores para que no se grabara el programa, considerando que el invitado no era bien visto por las autoridades del canal. A pesar de las presiones, el programa se grabó el día sábado y fue entregado completo para su emisión en América. Ante esto, las autoridades del canal se encargaron de la edición del programa, la cual se hizo evidente debido a cortes en las intervenciones de los conductores y que al regreso de una pausa comercial se podía notar que en el sillón que normalmente ocupa el «crítico invitado» estaba sentada una persona de aspecto físico muy similar al de Mario Pontaquarto.
Al día siguiente, tanto Pontaquarto como Diego Gvirtz hablaron con los medios sobre lo ocurrido el día anterior exigiendo una explicación. Las autoridades de América TV explicaron a Gvirtz que el invitado no era apto para aparecer en un programa como TVR. Pontaquarto presentó una denuncia contra América TV en el Instituto Nacional contra la Discriminación, la Xenofobia y el Racismo (INADI) por censura y discriminación por parte del canal contra él. El mismo día, salió al aire Indomables comentando los sucesos del día anterior. Hasta ese momento no había una explicación clara acerca de quién había sido el responsable de la censura, pero días después las acusaciones iban dirigidas hacia Graña.
Este acto de censura motivó a partir del 11 de agosto de 2005 a rescindir los contratos que la productora Pensado Para Televisión tenía hasta ese momento vigentes con el canal, resultando en el levantamiento de TVR, como también de Indomables, del aire.
El 16 de agosto de 2005, al comienzo del noticiero Informe central, Graña (que era el conductor) afirmó que lo ocurrido con el programa TVR no se debió a un asunto de censura, sino a un asunto de importancia de la persona en cuestión. Según las autoridades del canal y la versión entregada por Graña, la presencia de Pontaquarto no era adecuada para el sillón de «crítico invitado» en el programa y su aparición se debía a que se estaba transformando en una figura farandulera.

### Regreso al aire y cambio general (2005-2015)
En octubre de 2005, y como parte del contrato que firmó la productora PPT con Canal 13, se anunció la emisión de TVR por ese canal, comenzando con una emisión especial sobre lo más destacado de 2005 el 16 de diciembre de ese año. Ante el poco éxito de la dupla que hasta el momento de la censura conducía el programa, se realizó un cambio en ésta, reemplazando a Listorti por Sebastián Wainraich, uno de los panelistas de Indomables (actual Duro de domar). Adicionalmente se había confirmado que tendría nueva temporada en 2006.
Durante toda la temporada 2006 (octava), estrenada el 27 de febrero de ese año, los programas se transmitieron los lunes y jueves en la noche. Esta temporada se distinguió de las anteriores del programa por el hecho de la incorporación de nuevas secciones además de las muchas y vigentes, varias de ellas incluidas bajo el nombre de Sociedad registrada, entre las cuales se incluían: Cámara Registro, ¿Por cuanto?, Defensa del Consumidor, Comando Honestidad, Contrastes, etc. Otras secciones que también se incluyeron fueron el Segmento Vip y también hubo otras secciones breves como Buchones 3.1 y Comunicado TV. También se realizaron especiales y reportajes con motivo del Mundial de Alemania 2006.
El 14 de abril de 2007 a las 10:00 p.m. comenzó la novena temporada del programa, que fue la de mayor éxito del programa; el 8 de marzo de 2008, en el mismo horario comenzó la décima temporada y el 18 de abril de 2009, en el mismo horario comenzó la undécima temporada.
Durante 2009, Canal 13, tras una lenta pero marcada caída en sus números de audiencia (descendió ~20% en 2008, durante 2009, la audiencia era la mitad de la que había sido en 2007), comenzó a correr el horario del programa, presentándolo en las últimas horas de los sábados y primeras de los domingos. Su contrato con Canal 13 terminó a finales de 2009 y la productora trasladó sus programas a la pantalla de Canal 9 en marzo de 2010. Hasta diciembre de ese año condujo Sebastián Wainraich y desde febrero de 2011 hasta diciembre de 2015 condujo Pablo Rago.

### Año sabático (2016)
En 2016 el programa no se emitió en ningún canal por la convocatoria de acreedores en la productora PPT.

### Vuelta al aire, cambio de nombre y denominación antigua (2017-presente)
En febrero de 2017, se anunció el regreso del programa a través del canal de televisión de paga C5N, después de un año sin producirse. Esta etapa contaría con Horacio Embón y Miguel Granados en primera instancia. Luego Granados dejó el programa y fue sustituido por Roberto Funes. Esta etapa culminó en noviembre de 2017. Embón inició luego como ancla en Crónica TV.
En diversos medios argentinos se publicó que TVR regresaría el 10 de marzo de 2018 a las 9:00 p. m. por C5N. La dupla mantendría a Roberto Funes, siendo acompañado por Mariela Fernández, la primera mujer en conducir TVR. El primer programa de esta nueva etapa se estrenó el día señalado a las 9:00 p.m. con Horacio Embón como primer crítico invitado.
El 14 de abril, después de anunciar motivos personales, y en clave de humor, Mariela Fernández dejó TVR y en su lugar ingresó Pablo Camaiti, quedando de nuevo la conducción de TVR en manos de dos hombres, ya que Roberto Funes continuaría en su rol.
El 9 de marzo de 2019, TVR cambió de nombre y pasó a denominarse Sobredosis de TV, siendo conducido por los periodistas Roberto Funes Ugarte y Luciana Rubinska.
El 5 de marzo de 2020, se sumó una nueva emisión para los días jueves bajo el nombre Sobredosis de Sobredosis (SDS), conducido por Diego Iglesias, Luli Trujillo y Lautaro Maislin.
En diciembre de 2020, Roberto Funes Ugarte se despidió de SDTV.
El 11 de abril de 2021, Luciana Rubinska dio la baja a SDTV y sumó una nueva conductora de la dupla Juan di Natale y Elizabeth Vernaci.
El 5 de marzo de 2022, Jorge Rial es el nuevo conductor de Sobredosis de TV (ex TVR Televisión Registrada), siendo la primera vez que hay un solo conductor. Tras la renuncia de Rial el 18 de junio de ese mismo año, el 2 de julio, la dupla Juan di Natale y Elizabeth Vernaci estuvieron a cargo en la conducción del programa nuevamente hasta diciembre del año 2023.
El 17 de febrero de 2024, iniciaba una nueva temporada de "Sobredosis de TV", con la conducción de Mariano Hamilton y Carla Czudnowsky siendo así hasta diciembre del mismo año.
El día 8 de febrero de 2025, comenzó una nueva temporada, volviendo a la denominación antigua a Televisión Registrada (TVR), con la conducción de Andrea Rincón y Juan Amorin.

## Temporadas
| Temporada | Año  | Inicio          | Final            | Canal       | Conductor estable      | Conductor estable      | Rating |
| --------- | ---- | --------------- | ---------------- | ----------- | ---------------------- | ---------------------- | ------ |
| 1         | 1999 | 5 de julio      | 30 de diciembre  | América TV  | Fabián Gianola         | Claudio Morgado        | ???    |
| 2         | 2000 | 6 de marzo      | 28 de diciembre  | América TV  | Fabián Gianola         | Claudio Morgado        | ???    |
| 3         | 2001 | 26 de marzo     | 20 de diciembre  | América TV  | Fabián Gianola         | Claudio Morgado        | ???    |
| 4         | 2002 | 18 de febrero   | 27 de diciembre  | América TV  | Fabián Gianola         | Claudio Morgado        | ???    |
| 5         | 2003 | 24 de febrero   | 26 de diciembre  | América TV  | Fabián Gianola         | Claudio Morgado        | ???    |
| 6         | 2004 | 1 de marzo      | 31 de diciembre  | América TV  | Fabián Gianola         | Claudio Morgado        | 6.9    |
| 7         | 2005 | 7 de marzo      | 7 de agosto      | América TV  | José María Listorti    | Gabriel Schultz        | 5.5    |
| 7         | 2005 | 16 de diciembre | 29 de diciembre  | Canal Trece | Sebastián Wainraich    | Gabriel Schultz        | ???    |
| 8         | 2006 | 27 de febrero   | 28 de septiembre | Canal Trece | Sebastián Wainraich    | Gabriel Schultz        | 12.4   |
| 9         | 2007 | 14 de abril     | 29 de diciembre  | Canal Trece | Sebastián Wainraich    | Gabriel Schultz        | 14.2   |
| 10        | 2008 | 8 de marzo      | 27 de diciembre  | Canal Trece | Sebastián Wainraich    | Gabriel Schultz        | 11.6   |
| 11        | 2009 | 18 de abril     | 26 de diciembre  | Canal Trece | Sebastián Wainraich    | Gabriel Schultz        | 7.2    |
| 12        | 2010 | 13 de febrero   | 25 de diciembre  | Canal Nueve | Sebastián Wainraich    | Gabriel Schultz        | 4.4    |
| 13        | 2011 | 5 de febrero    | 31 de diciembre  | Canal Nueve | Pablo Rago             | Gabriel Schultz        | 3.7    |
| 14        | 2012 | 11 de febrero   | 29 de diciembre  | Canal Nueve | Pablo Rago             | Gabriel Schultz        | 4.5    |
| 15        | 2013 | 16 de febrero   | 28 de diciembre  | Canal Nueve | Pablo Rago             | Gabriel Schultz        | 4.4    |
| 16        | 2014 | 15 de febrero   | 27 de diciembre  | Canal Nueve | Pablo Rago             | Gabriel Schultz        | 3.6    |
| 17        | 2015 | 14 de febrero   | 26 de diciembre  | Canal Nueve | Pablo Rago             | Gabriel Schultz        | 3.7    |
| 18        | 2017 | 11 de marzo     | 25 de noviembre  | C5N         | Miguel Granados        | Horacio Embón          | ???    |
| 18        | 2017 | 11 de marzo     | 25 de noviembre  | C5N         | Robertito Funes Ugarte | Horacio Embón          | ???    |
| 19        | 2018 | 10 de marzo     | 7 de julio       | C5N         | Mariela Fernández      | Robertito Funes Ugarte | ???    |
| 19        | 2018 | 10 de marzo     | 7 de julio       | C5N         | Pablo Camaiti          | Robertito Funes Ugarte | ???    |
| 20        | 2019 | 9 de marzo      | 28 de diciembre  | C5N         | Luciana Rubinska       | Robertito Funes Ugarte | ???    |
| 21        | 2020 | 8 de febrero    | 26 de diciembre  | C5N         | Luciana Rubinska       | Robertito Funes Ugarte | ???    |
| 22        | 2021 | 27 de febrero   | 25 de diciembre  | C5N         | Luciana Rubinska       | Juan Di Natale         | ???    |
| 22        | 2021 | 27 de febrero   | 25 de diciembre  | C5N         | Juan Di Natale         | Elizabeth Vernaci      | ???    |
| 23        | 2022 | 5 de marzo      | 17 de diciembre  | C5N         | Jorge Rial             | X                      | ???    |
| 23        | 2022 | 5 de marzo      | 17 de diciembre  | C5N         | Juan Di Natale         | Elizabeth Vernaci      | ???    |
| 24        | 2023 | 18 de febrero   | 30 de diciembre  | C5N         | Juan Di Natale         | Elizabeth Vernaci      | ???    |
| 25        | 2024 | 17 de febrero   | 28 de diciembre  | C5N         | Mariano Hamilton       | Carla Czudnowsky       | ???    |
| 26        | 2025 | 8 de febrero    | en emisión       | C5N         | Andrea Rincón          | Juan Amorín            | ???    |

### SDS (2020-2021)
- 2020 (marzo-octubre), 2021: Lucila Trujillo y Diego Iglesias
- 2020 (octubre-diciembre): Lucila Trujillo y Lautaro Maislín

### Reemplazos
En algunas ocasiones los conductores del programa no han podido asistir por diversos motivos. En algunos casos terminan siendo conductor del programa o en otros vuelven a ser conductor reemplazo. Los casos son los siguientes:
| Fecha                        | Conductor       | Reemplazo               | Profesión                                                           | Notas                                                       |
| ---------------------------- | --------------- | ----------------------- | ------------------------------------------------------------------- | ----------------------------------------------------------- |
| 13 de diciembre de 1999      | Fabián Gianola  | Jorge Rial              | Presentador de televisión, periodista, empresario                   | Termina siendo conductor del programa en 2022               |
| 2000                         | Fabián Gianola  | Diego Pérez             | Presentador de televisión, actor, comediante                        |                                                             |
| 2003                         | Fabián Gianola  | Pablo Rago              | Presentador de televisión, actor                                    | Termina siendo conductor del programa desde 2011 hasta 2015 |
| 2003                         | Fabián Gianola  | Roberto Pettinato       | Presentador de televisión, músico, comediante, periodista, escritor | Vuelve a ser conductor reemplazo en 2014                    |
| Septiembre y octubre de 2004 | Fabián Gianola  | Gabriel Schultz         | Presentador de televisión, periodista, actor                        | Termina siendo conductor del programa desde 2005 hasta 2015 |
| 2011                         | Pablo Rago      | Daniel Tognetti         | Presentador de televisión, periodista                               |                                                             |
| 16 de agosto de 2014         | Pablo Rago      | Nicolás "Cayetano" Cajg | Presentador de televisión, periodista                               |                                                             |
| 22 de noviembre de 2014      | Pablo Rago      | Roberto Pettinato       | Presentador de televisión, músico, comediante, periodista, escritor | Ya fue conductor reemplazo en 2003                          |
| 3 de junio de 2017           | Miguel Granados | Roberto Funes Ugarte    | Presentador de televisión, periodista                               | Termina siendo conductor del programa desde 2017 hasta 2020 |
| 3 de junio de 2017           | Horacio Embón   | Iván Schargrodsky       | Presentador de televisión, periodista                               |                                                             |

## Segmentos
Las secciones del programa fueron variando a lo largo de los años. Las siguientes mencionadas son aquellas que tuvieron mayor relevancia en su historia:
- Resumen de la semana televisiva: En cada emisión un informe con los segmentos más destacados de lo que pasó en la semana en el medio.[21]
- Duelo de la semana: En cada programa se realiza un duelo entre dos personajes públicos que hayan tenido un enfrentamiento. TVR edita esas diferencias y trae del archivo lo mejor, lo peor, y las discrepancias y contradicciones que hay entre las dos personalidades.[21]
- Canción de la semana: En cada salida, hay una canción específica en tono de humor que se realiza parodiando a los protagonistas del tema o del duelo de la semana.[21]
- Los parecidos de TVR: El segmento se hizo popular en el programa durante el año 2006 sobre la dudosa relación de parentesco entre Martha Holgado y Juan Domingo Perón. Llamada "Como Dos gotas de agua" (o "La Canción de los parecidos") fue emitida durante el último trimestre del año 2006, todo el año 2007 y comienzos del 2008, llegando a 43 canciones diferentes. Durante la temporada 2008 esta canción fue reemplazada por "Ecuaclones", en la cual se plantea una ecuación de dos o más personas, y el resultado es otra persona. El 13 de septiembre de 2008 comenzaron a emitirse nuevas canciones de parecidos: Hombre-Mujer (13-9), Cartoons 1 (20-9), Cartoons 2 (27-9), Paresimpsons 1 (4-10), Paresimpsons 2 (11-10), Monstruo-Persona (18-10), Alta Gama (25-10), terminan con INI (15-11), Tenis (22-11), Diosas (29-11), Personajes de Series (6-12) y Rockeros (13-12). En 2009 pusieron nuevo ritmo "Bombón Asesino". El editor de este segmento es Santiago Vicente.
- Tino y Gargamuza: Este peculiar dibujo acompañaba al programa desde sus inicios y es una parodia del medio visto desde estos peculiares personajes.[21]
- La Escuelita: Segmento de dibujos animados donde los estudiantes y las enseñanzas la sociedad de profesores educando las clases.
- Sociedad Registrada
  - Cámara Registro: Un equipo de producción sale a la calle y nos muestra nuestros defectos y nuestras virtudes en la sociedad en que vivimos.[21]
  - ¿Por cuanto?
  - Defensa del consumidor
  - Comando Honestidad
  - Contrastes: El equipo de producción enfrenta mediante las mismas preguntas dos anónimos, casi siempre de distintas clases sociales o realidades, que tienen diferentes opiniones sobre un mismo tema consultado.[21]
- Crítico invitado: Cada emisión cuenta con la participación de un "crítico invitado" que interactúa con los conductores, comentando y analizando los informes exhibidos, y finalmente criticando y "poniendo puntaje" al programa. Estos invitados son importantes periodistas o destacados personajes de la cultura nacional.[21]

## Críticos invitados
Cada emisión cuenta con la participación de un "crítico invitado" que interactúa con los conductores, comentando y analizando los informes exhibidos, y finalmente criticando y "poniendo puntaje" al programa. Estos invitados son importantes periodistas o destacados personajes de la cultura nacional.
En 2012, algunos de los críticos invitados fueron: José Pablo Feinmann, Andrea Bonelli, Diego Maradona, Estela de Carlotto, Fito Páez, Leonardo Sbaraglia, Dolores Fonzi, Juan Gil Navarro, Julieta Díaz, Hugo Arana, Valeria Bertuccelli, Agustina Cherri, Gonzalo Heredia, Pablo Echarri, Sebastián de Caro, Rodrigo Noya, Juan Leyrado, Soledad Silveyra, Gerardo Romano, Romina Ricci, Julia Mengolini y Viviana Saccone, Natalia Oreiro entre otros.
La última crítica invitada, cerrando el ciclo de 2012, fue la destacada actriz Nancy Dupláa.
En 2013, el programa recibió en su primer programa al actor Luciano Cáceres. Los críticos invitados en 2013 fueron: Sebastián de Caro, Mex Urtizberea, José Pablo Feinmann, Leonor Benedetto, Taty Almeida, Violeta Urtizberea, Andy Chango, Dante Spinetta, Darío Sztajnszrajber, Nora Veiras, Osvaldo Laport, Fena Della Maggiora, Martín Fabio, Adriana Varela, Moria Casán, Sofía Gala Castiglione, entre otros.
En 2014, tuvo su primera aparición en el programa Marilina Ross. Además se tuvo el primer programa con dos críticos invitados: Dalma y Gianinna Maradona. Otros críticos invitados fueron: Diego Peretti, Eduardo Aliverti, Pablo Echarri, Alejandro Dolina, Natalia Oreiro, Griselda Siciliani, Gisela Marziotta, Adriana Varela, Andy Chango, entre otros. El último crítico invitado del año fue Cecilia Roth el 14 de diciembre. Los días 21 y 28 de diciembre no hubo crítico invitado, sino, que se hizo un homenaje al programa.
En 2015, algunos críticos invitados fueron: Víctor Hugo Morales, Fito Páez, Florencia Peña, Moria Casán, Fernán Mirás, Alejandro Dolina, Juan Palomino, Martín Fabio, Adrián Paenza, Arturo Bonín, Gustavo Garzón, Julieta Zylberberg, Nora Veiras, Dady Brieva, Daniel Hendler, Victoria Onetto, Paola Barrientos, Luis Machín, Tití Fernández, Carla Conte, Juan Minujín, entre otros. El último crítico invitado del año fue Sofía Gala Castiglione. Los días 19 y 26 de diciembre no hubo crítico invitado, sino, que se hizo un homenaje al programa.

## Controversia
Televisión Registrada, durante su estancia en el aire, se le criticó de ser una copia más dura del programa PNP, un programa de televisión producido por Gastón Portal y conducido por Raúl Portal entre 1994 y 2002.
En 2003, el productor Diego Gvirtz fue demandado por la familia Portal debido a que ellos consideraban que la idea de usar material televisivo de archivo en televisión fue originalmente creado por ellos, además de que según ellos la estructura general del programa TVR era muy similar a la de Perdona nuestros pecados.
Si bien inicialmente el juicio se inclinó a favor de la familia Portal en marzo de 2005, en junio del mismo año la justicia decidió invalidar la demanda. Las razones que gatillaron la anulación de la demanda se dan en las declaraciones entregadas por Gvirtz, el perito oficial y Gerardo Sofovich (cocreador de Perdona nuestros pecados), junto a una revisión de la ley sobre derechos de propiedad intelectual, bajo la cual se concluyó que Perdona nuestros pecados se asemeja a un programa de entretenimientos que pretende centrarse en el archivo televisivo para encontrar errores, mientras que TVR se asemeja a un programa informativo que usa el material de archivo para fines narrativos.

## Premios

### Ganadores
- Martín Fierro 2001
  - Mejor programa humorístico
  - Mejor conductor masculino

- Martín Fierro 2003
  - Mejor programa humorístico

- Premios Clarín Espectáculos 2003
  - Mejor programa humorístico

- Martín Fierro de Cable 2022
  - Mejor programa interés general

### Nominaciones
- Martín Fierro 2006
  - Mejor programa humorístico

- Premios Clarín Espectáculos 2007
  - Mejor programa humorístico

- Martín Fierro 2007
  - Mejor programa humorístico